# Centistidea zhaoi
Centistidea zhaoi är en stekelart som beskrevs av Chen och He 1997. Centistidea zhaoi ingår i släktet Centistidea och familjen bracksteklar. Inga underarter finns listade.